# Weiss Emília
Weiss Emília (Budapest, 1927. július 21. – Budapest, 2014. július 28.) a Magyar Tudományos Akadémia doktora, az ELTE Állam- és Jogtudományi Kar Polgári Jogi Tanszék professor emeritája. Évtizedeken át volt a Polgári Jogi Tanszéken a családi jog oktatója.

## Életpályája
Weiss Emília az egyetemi tanulmányait 1945 és 1950 között végezte a Pázmány Péter Tudományegyetem Jog- és Államtudományi Karán. Már 1949-től a Kar Polgári Jogi Tanszékén dolgozott, demonstrátorként, később tanársegédként, adjunktusként, egyetemi docensként. 1979 decemberében kapott egyetemi tanári kinevezést. Azóta professor emerita elismerést kapott.  
A Ptk. kodifikációs munkálatainak előkészítésétől kezdve az új Polgári Törvénykönyv Polgári Jogi Kodifikációs Szerkesztőbizottságának tagja volt. Ő vezette a családjogi munkacsoportot és az öröklési jogi munkacsoportot.
2014-ben elnyerte a Magyar Érdemrend parancsnoki keresztje a csillaggal kitüntetést.

## Tudományos fokozatai
Az állam- és jogtudományok doktora fokozatot 1979-ben „A túlélő házastárs öröklési jogi jogállása – történeti kialakulásában és fejlődési tendenciáiban” című doktori értekezésével szerezte meg. 

## Publikációi
A polgári jog és a családjog számos kérdéskörében jelentek meg publikációi, a családjog és az öröklési jog témakörében német és angol nyelven is.

## Emlékezete
A Kozma utcai zsidó temetőben nyugszik.